# Trabrennbahn Daglfing
Trabrennbahn Daglfing är en travbana i stadsdelen Daglfing i den bayerska huvudstaden München i Tyskland. 

## Om banan
Huvudbanans längd är 1 000 meter, och körs vanligtvis i vänstervarv, till skillnad från andra travbanor som vanligtvis kör i högervarv. Mellanbanan är 800 meter lång och används främst som träningsbana. Den innersta banan är 600 meter lång och används vid uppvärmningar. 
Båda läktarna består av tre våningar, och har 660 ståplatser och 450 sittplatser. I anslutning till båda läktarna finns totohallar och restauranger. 

## Historia
De första tävlingstävlingarna i München ägde rum på Theresienwiese 1867. Mellan 1887 och 1898 byggdes en travbana i Laim, som sedan blev för liten, efter att travsport blivit populärt i Tyskland. Transportentusiaster grundade därför München trav- och avelsförening (Münchner Trabrenn- und Zuchtverein) 1902, och kom över mark för att bygga en travbana i Daglfing. Travbanan öppnades i oktober samma år i närvaro av kronprinsen och senare kung, Ludvig III av Bayern.
Från 1906 kunde spel på travsport erbjudas, och 1909 byggdes en andra läktare för 1000 åskådare. Under första världskriget begränsades tävlandet, men lades inte ner helt. Under Bayerska rådsrepubliken 1919 ockuperades travbanan tillfälligt av Spartacusförbundet, då hästsportens målgrupp var adeln och välmående borgarklassen. Under krisen efter kriget på 1920-talet arrangerades även hundkapplöpning, bilsport och motorcykelsport på banan. På 1930-talet, när idrotten främjades kraftigt av den nationalsocialistiska regimen, anlades ett belysningssystem som möjliggjorde att köra lopp på kvällstid, och en ny restaurang. "Silberne Pferd von Deutschland". I april 1938 brann huvudläktaren ner.  
Snabbt efter andra världskrigets slut började travlopp köras på banan i Daglfing, och nya större lopp anordnades mellan 1951 och 1975. Under 1980-talet fick banan ekonomiska problem, vilket ledde till att banan såldes till Karl Group 2005; varav det diskuterades att flytta verksamheten till Maisach.

## Större lopp
Banans största lopp var Preis der Besten för 3-åriga och äldre travare som kördes mellan 1946 och 2016. I loppet har ett flertal svenskar segrat.

## Fortsatt läsning
- Klaus Fischer: Die Trabrennbahn. In: Willibald Karl (Hrsg.): Dörfer auf dem Ziegelland – Daglfing-Denning-Englschalking-Johanneskirchen-Zamdorf. Buchendorfer, München 2002, ISBN 978-3-934036-90-1.